# Rossella vanhoeffeni
Rossella vanhoeffeni är en svampdjursart. Rossella vanhoeffeni ingår i släktet Rossella och familjen Rossellidae.

## Underarter
Arten delas in i följande underarter:
- R. v. vanhoeffeni
- R. v. armata